# Neukölln-Mittenwalder Eisenbahn
Neukölln-Mittenwalder Eisenbahn – dawna linia kolejowa biegnąca przez teren Berlina i kraju związkowego Brandenburgia, w Niemczech. Biegła od stacji Berlin Hermannstraße przez Schönefeld do Zossen.